# Sonaca 200
Die Sonaca 200 ist ein zweisitziger, einmotoriger Tiefdecker des belgischen Flugzeugherstellers Sonaca Aircraft.

## Geschichte
Ende des Jahres 2015 kündigte die Sonaca Group die Gründung des Tochterunternehmens Sonaca Aircraft an. Das Unternehmen sollte die Entwicklung, Zulassung und Markteinführung eines neuen Schulflugzeugs durchführen. Die Maschine wurde explizit zur Schulung von Piloten und für die Freizeitfliegerei entwickelt und erhielt ihre Musterzulassung im Juni 2018. Die Sonaca 200 ist von der EASA bis zu einem MTOW von 750 kg und einer Reisegeschwindigkeit von 115 kn (213 km/h) zugelassen. Im April 2015 baute The Airplane Factory aus Johannesburg auf Basis der Sling 2 zunächst einen Prototyp, der im Frühjahr 2016 nach Belgien überführt wurde. Im April 2017 präsentierte Sonaca Aircraft die S200, bei der etwa 80 % der Flugzeugstruktur gegenüber dem Prototyp verändert wurden. Der Erstflug fand am 19. Juni 2017 in Gosselies, Belgien statt. Nachdem die Maschine im Jahr 2018 die Musterzulassung erhalten hatte, kündigte Sonaca die Entwicklung einer neuen Version mit der Bezeichnung S201 an, die über ein Glascockpit verfügen soll.
Im Mai 2022 wurde die Produktion der Sonaca 200 mangels Verkäufen gestoppt.

## Konstruktion
Die Sonaca 200 ist ein freitragender Tiefdecker aus Aluminiumlegierungen. Sie verfügt über ein geschlossenes Cockpit mit nebeneinanderliegenden Sitzen und ein starres Bugradfahrwerk. Angetrieben wird sie von einem Rotax 914 mit einer Nennleistung von 115 PS (85 kW).

## Versionen
S200
Von der EASA musterzugelassene Version mit analogen Fluginstrumenten.
S201
Musterzugelassene Version mit Glascockpit.

## Technische Daten

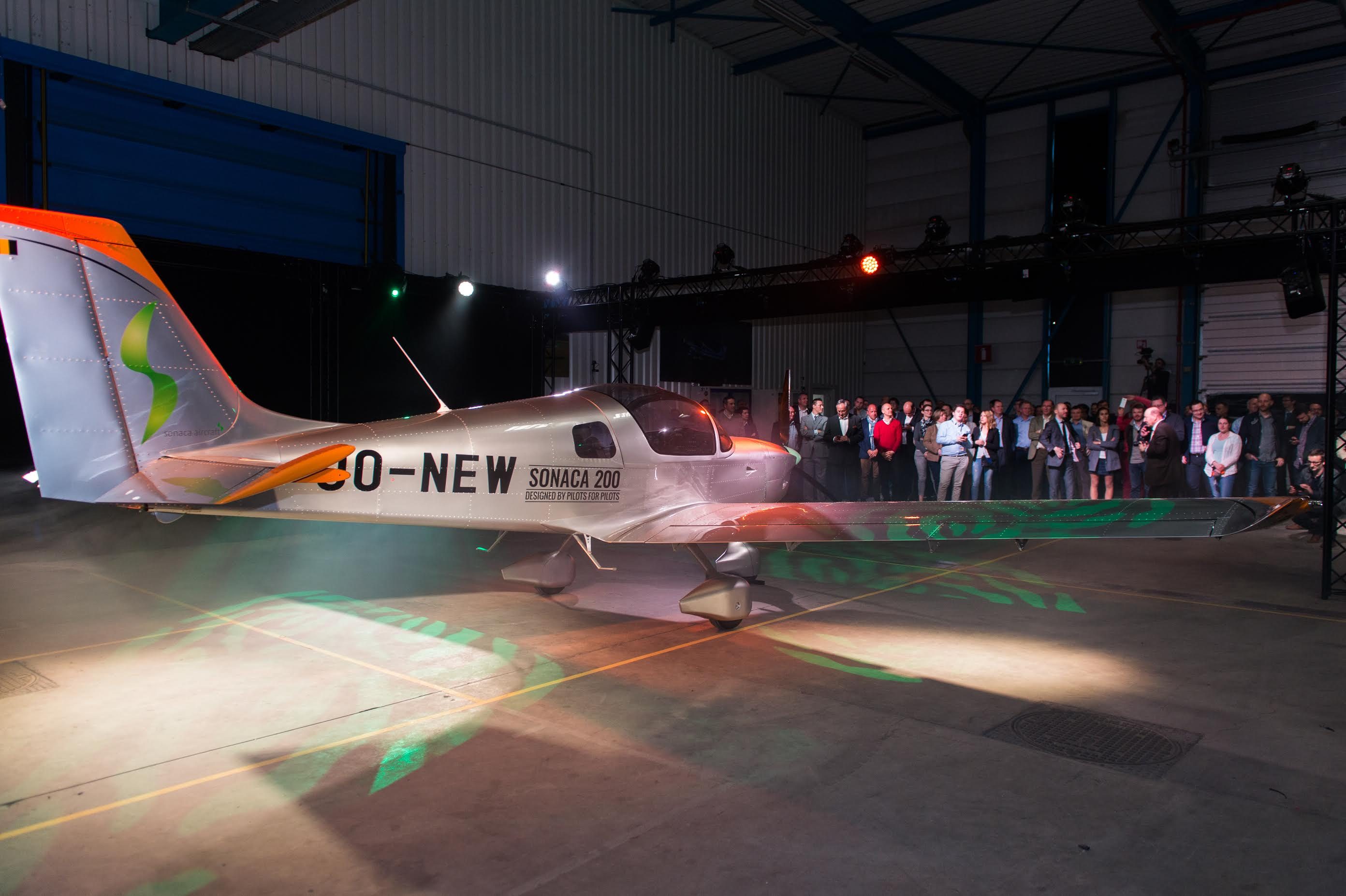
Präsentation der ersten Sonaca 200

| Kenngröße            | Daten                             |
| -------------------- | --------------------------------- |
| Besatzung            | 1                                 |
| Passagiere           | 1                                 |
| Länge                | 22,08 ft (6,73 m)                 |
| Spannweite           | 30,33 ft (9,24 m)                 |
| Höhe                 | 8,42 ft (2,57 m)                  |
| Flügelfläche         | 127,6 ft² (11,85 m²)              |
| Flügelstreckung      | 7,2                               |
| max. Startmasse      | 750 kg (1.653 lb)                 |
| Reisegeschwindigkeit | 115 kn (213 km/h)                 |
| Dienstgipfelhöhe     | 13.000 ft (3.962 m)               |
| Triebwerke           | 1 × Rotax 914F mit 115 PS (85 kW) |